# Gymnosofist

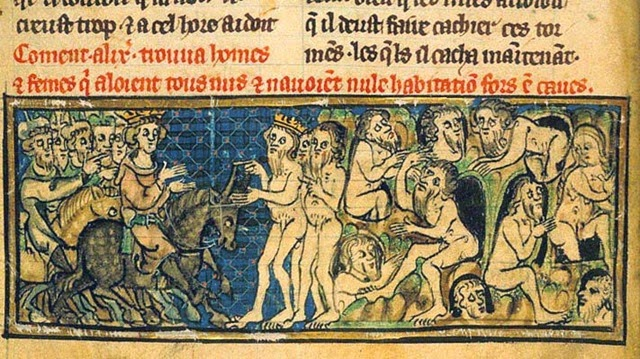
Alexander de Grote ontmoet gymnosofisten (middeleeuwse miniatuur)

Een gymnosofist (vrij vertaald: naakte filosoof) was een Indische filosoof die een radicaal ascetische levensstijl nastreefde en kledij en zelfs voedsel beschouwde als een inbreuk op de zuiverheid van het denken.
Diogenes Laërtius (IX 61, 63.) verwees naar hen en meldde dat Pyrrho van Elis, de grondlegger van het pure scepticisme, met hen in aanraking kwam tijdens zijn reizen in India in het gezelschap van Alexander de Grote en sterk door hen beïnvloed werd. Bij zijn terugkeer naar Elis zou hij hun manier van leven hebben overgenomen. De precieze reikwijdte van hun invloed op zijn leven wordt echter niet beschreven. Ook Alexander de Grote zelf zou met de gymnosofisten in gesprek zijn geweest tijdens zijn veldtochten. De gymnosofist Kalanos zou hem begeleiden naar Perzië.
Strabo stelde dat de gymnosofisten een religieus volk waren onder de Indiërs en onderscheidde daarnaast onder de Indische filosofen nog de brahmanen en de sramana, in overeenstemming met de getuigenissen van Megasthenes. De sramanas worden vervolgens nog opgedeeld in hylobioi (woudkluizenaars, cf. aranyaka) en geneeskundigen.
Van de Sarmanes, zijn de meest eerbaren de Hylobii, zegt hij, die in de wouden wonen en leven van bladeren en wilde vruchten: Ze gaan gekleed in kledingstukken gemaakt van boomschors en onthouden zich van gemeenschap met vrouwen en van het drinken van wijn. (Strabo, XV.I 60.)

Onder de Sarmanes (...) zijn de tweede meest eerbaren, naast de Hylobii, de geneeskundigen, aangezien zij hun filosofie toepassen op de studie van de natuur van de mens. Zij hebben erg primitieve gewoontes, maar leven niet in de velden en leven van rijst en granen, die iedereen spontaan aanbiedt aan eenieder die erom vraagt. Ze ontvangen hen gastvrij. (...) Zowel deze als de andere groep van mensen praktiseert strenge wilskracht, zowel in het volharden in zware arbeid, als in het ondergaan van lijden, in zoverre zij een volledige dag kunnen volharden in het aanhouden van dezelfde houding, zonder te bewegen. (Strabo, XV.I 60.)
In de 2e eeuw n.Chr. onderscheidde Clemens van Alexandrië de gymnosofisten, de Indische filosofen, van de sramana, de filosofen van de Bactriërs, en de filosofen van de Kelten.
filosofie, gezegend met alle voordelen voor de mens, bloeide al eeuwen geleden onder de barbaren, wierp haar licht op de gentiles en drong uiteindelijk door tot in Griekenland. Haar vertegenwoordigers waren de profeten uit Egypte, de Chaldeeën onder de Assyriërs, de Druïden onder de Galaten, de Sramana onder de Bactriërs, en de filosofen van de Kelten, de Magi onder de Perzen, die, zoals je weet, reeds lang de geboorte van de Messias aankondigden en geleid werden door een ster tot ze aankwamen in het land van Judea, en onder de Indiërs de gymnosophisten, en andere filosofen van barbaarse landen. (Clemens van Alexandrië, Stromata I 15.71.)